# Coupe de Turquie de football 2008-2009
Navigation
Coupe de Turquie 2007-2008 Coupe de Turquie 2009-2010
La Coupe de Turquie de football 2008-2009 est la 47e édition de la Coupe de Turquie. Elle est organisée par la Fédération turque de football (TFF). La compétition met aux prises 72 clubs amateurs et professionnels à travers la Turquie. 
Kayserispor est le tenant du titre. Le 13 mai 2009, Beşiktaş remporte la compétition pour la 8e fois.

## Déroulement de la compétition
Vous trouverez ci-dessous les étapes par étapes de la compétition de la Coupe de Turquie Fortis.
- Voir la page Coupe de Turquie Fortis pour les coupes précédentes.

## Première phase
Les équipes perdants de la première phase: Kartalspor, Karşıyakaspor, Kasımpaşa, Boluspor, Orduspor, Bugsaşspor, Adanaspor, Adana Demirspor, Elazığspor, Malatya Bld. Spor, Gaziosmanpaşa, Beylerbeyi, Çankırı Bld. Spor, Ofspor, Akhisar Bld. Spor, Denizli Bld. Spor, Etimesgut Şekerspor, Mardinspor.
Les équipes gagnantes de la première phase: Sakaryaspor, Altay, Güngören Bld. Spor, Kardemir D.Ç. Karabükspor, Çaykur Rizespor, Kayseri Erciyesspor, Gaziantep B.Ş. Bld Spor, İskenderun Demir Çelikspor, Diyarbakırspor, Malatyaspor, İstanbulspor, Beykozspor 1908, Samsunspor, Giresunspor, Manisaspor, Alanyaspor, Tokatspor, Belediye Vanspor.

## Phase de groupes
| Groupe A |                         |     |   |   |   |   |    |    |      |
|          | Équipe                  | Pts | J | G | N | P | BP | BC | Diff |
| 1        | Beşiktaş JK             | 12  | 4 | 4 | 0 | 0 | 9  | 2  | 7    |
| 2        | Antalyaspor             | 7   | 4 | 2 | 1 | 1 | 8  | 6  | 2    |
| 3        | Gaziantepspor           | 6   | 4 | 2 | 0 | 2 | 6  | 5  | 1    |
| 4        | Trabzonspor             | 4   | 4 | 1 | 1 | 2 | 6  | 8  | -2   |
| 4        | Gaziantep B.Ş. Bld Spor | 0   | 4 | 0 | 0 | 4 | 2  | 10 | -8   |

| Groupe B |                |     |   |   |   |   |    |    |      |
|          | Équipe         | Pts | J | G | N | P | BP | BC | Diff |
| 1        | Galatasaray SK | 10  | 4 | 3 | 1 | 0 | 8  | 4  | 3    |
| 2        | Ankaraspor     | 7   | 4 | 2 | 1 | 1 | 9  | 7  | 2    |
| 3        | Kayserispor    | 7   | 4 | 2 | 1 | 1 | 6  | 4  | 2    |
| 4        | Altay          | 4   | 4 | 1 | 1 | 2 | 7  | 6  | 1    |
| 4        | Malatyaspor    | 0   | 4 | 0 | 0 | 4 | 5  | 14 | -9   |

| Groupe C |             |     |   |   |   |   |    |    |      |
|          | Équipe      | Pts | J | G | N | P | BP | BC | Diff |
| 1        | Sivasspor   | 10  | 4 | 3 | 1 | 0 | 5  | 2  | 3    |
| 2        | Denizlispor | 7   | 4 | 2 | 1 | 1 | 4  | 3  | 1    |
| 3        | Manisaspor  | 5   | 4 | 1 | 2 | 1 | 5  | 5  | 0    |
| 4        | Konyaspor   | 3   | 4 | 1 | 1 | 2 | 6  | 4  | 2    |
| 4        | Alanyaspor  | 2   | 4 | 0 | 0 | 4 | 2  | 7  | -5   |

| Groupe D |               |     |   |   |   |   |    |    |      |
|          | Équipe        | Pts | J | G | N | P | BP | BC | Diff |
| 1        | Fenerbahçe SK | 12  | 4 | 4 | 0 | 0 | 7  | 0  | 7    |
| 2        | Bursaspor     | 9   | 4 | 3 | 0 | 1 | 9  | 2  | 7    |
| 3        | Eskişehirspor | 4   | 4 | 1 | 1 | 2 | 3  | 7  | -4   |
| 4        | Ankaragücü    | 3   | 4 | 1 | 0 | 3 | 2  | 4  | -2   |
| 4        | Tokatspor     | 1   | 4 | 0 | 1 | 3 | 1  | 9  | -8   |

## Demi-finales
Match aller
4 mars 2009 20.00, Fenerbahçe SK 3-1 Sivasspor
3 mars 2009 20.00,  Ankaraspor 1-3 Beşiktaş JK
Match retour
21 avril 2009 20.00, Sivasspor 0-0 Fenerbahçe SK
22 avril 2009 20.00,  Beşiktaş JK 1-2 Ankaraspor

## Finale
| Titulaires : |  |
| |  |
| Volkan Babacan, Diego Lugano ( 12e), Roberto Carlos, Emre Belözoğlu ( 65e Deniz Barış), Alexsandro de Souza, Daniel Güiza, Ali Bilgin, Selçuk Şahin, Uğur Boral ( 49e Semih Şentürk ( 85e), Gökhan Gönül, Deivid de Souza · |  |
| Remplaçants : |  |
| Volkan Demirel, Gökçek Vederson, Colin Kazim-Richards, Önder Turacı |  |
| Entraîneur : |  |
| Luis Aragonés |  |

| Titulaires : |  |
| |  |
| Hakan Arıkan, Édouard Cissé, Gökhan Zan, Tomas Sivok ( 33e), Bobô ( 80e Mert Nobre), Rodrigo Alvaro Tello Valenzuela, Ekrem Dağ, Filip Holosko, Fabian Ernst, Yusuf Şimşek ( 75e Uğur İnceman), İbrahim Toraman ( 20e)( 46e İbrahim Üzülmez) · |  |
| Remplaçants : |  |
| Rüştü Reçber, Erkan Zengin, Serdar Özkan, Tomáš Zápotočný |  |
| Entraîneur : |  |
| Mustafa Denizli |  |

| Titulaires : |  |
| |  |
| Volkan Babacan, Diego Lugano ( 12e), Roberto Carlos, Emre Belözoğlu ( 65e Deniz Barış), Alexsandro de Souza, Daniel Güiza, Ali Bilgin, Selçuk Şahin, Uğur Boral ( 49e Semih Şentürk ( 85e), Gökhan Gönül, Deivid de Souza · |  |
| Remplaçants : |  |
| Volkan Demirel, Gökçek Vederson, Colin Kazim-Richards, Önder Turacı |  |
| Entraîneur : |  |
| Luis Aragonés |  |

| Titulaires : |  |
| |  |
| Hakan Arıkan, Édouard Cissé, Gökhan Zan, Tomas Sivok ( 33e), Bobô ( 80e Mert Nobre), Rodrigo Alvaro Tello Valenzuela, Ekrem Dağ, Filip Holosko, Fabian Ernst, Yusuf Şimşek ( 75e Uğur İnceman), İbrahim Toraman ( 20e)( 46e İbrahim Üzülmez) · |  |
| Remplaçants : |  |
| Rüştü Reçber, Erkan Zengin, Serdar Özkan, Tomáš Zápotočný |  |
| Entraîneur : |  |
| Mustafa Denizli |  |

La finale de la coupe de Turquie a été joué dans la ville d'Izmir au stade d'Atatürk 
Bobô a été choisi par la Fédération de Turquie de football le meilleur footballeur de la finale.

## Classement des buteurs
7 buts
- Deyvison Rogerio Da Silva - Beşiktaş Jimnastik Kulübü

5 buts
- Pini Felix Balali - Sivasspor

4 buts
- Filip Hološko - Beşiktaş Jimnastik Kulübü
- Alexsandro de Souza - Fenerbahçe SK
- Kazım Kılınç - Elazığspor
- Mehmet Topuz - Kayserispor
- Nedim Vatansever - Alanyaspor